# Area metropolitana di Reggio Calabria

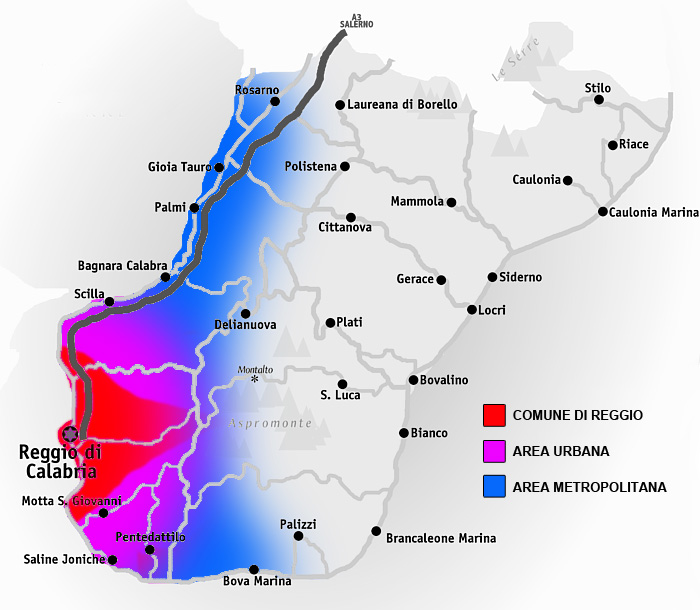
Area metropolitana di Reggio Calabria

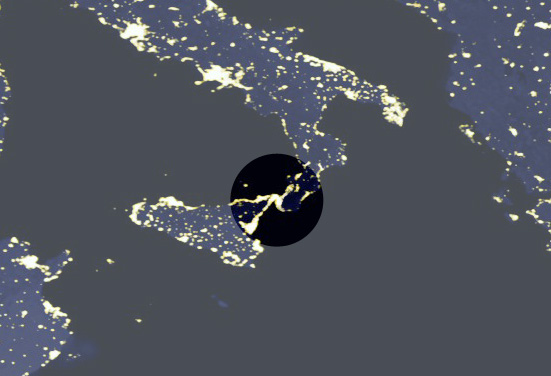
Le aree metropolitane di Reggio Calabria e di Messina in una visione satellitare notturna.

L'area metropolitana di Reggio Calabria è una conurbazione dovuta alla continuità urbana ed all'interazione sociale ed economica di alcuni comuni della città metropolitana di Reggio Calabria, in particolare disposti lungo la costa reggina dell'area dello Stretto, e il capoluogo stesso. Inoltre l'area metropolitana è in forte e crescente interazione con l'area metropolitana di Messina con la quale forma la più vasta conurbazione dello Stretto.
In base al comma 2 dell'art.1 della legge Regionale 142/2006 il territorio metropolitano reggino si estende dal comune di Bagnara Calabra, a nord, al comune di Melito di Porto Salvo, a sud.
La discussione politica, a livello locale, sull'area metropolitana di Reggio Calabria, ebbe origine sin dagli anni settanta, principalmente in funzione della conurbazione con la corrispondente area metropolitana di Messina e per la istituzione dell'area metropolitana dello stretto; area stimata di circa 2000 km² con una popolazione complessiva di poco inferiore ai 1.100.000 abitanti.

## Morfologia territoriale dell'area e andamento demografico
L'area metropolitana reggina interessa un territorio di particolare configurazione geografica, definito tanto dalla crescita dell'Aspromonte quanto dall'interazione fra i due fronti costieri del basso ionio reggino e del tirreno. Il sistema territoriale dell'area è lineare, si estende dal comune di Rosarno a nord al comune di Melito di Porto Salvo a sud e sul versante tirrenico la continuità urbana tra i vari centri è interrotta solo dalle fiumare o dai promontori rocciosi che si estendono fino alla costa. L'"agglomerazione principale" di Reggio Calabria è formata dai comuni di Villa San Giovanni, Campo Calabro, Montebello Ionico e Motta San Giovanni. L'"area di gravitazione principale" è formata da otto comuni:Calanna, Cardeto, Fiumara, Laganadi, San Roberto, Scilla, Bagnara Calabra e Melito Porto Salvo. I rimanenti comuni formano i "sistemi secondari aggregati" che fanno riferimento per i servizi di livello inferiore principalmente su Palmi e Gioia Tauro.
Secondo uno studio presentato dall'assessorato Urbanistica e Governo del Territorio della Regione Calabria nel Q.T.R (quadro territoriale regionale a valenza paesaggistica) il numero dei residenti nei 12 comuni che costituiscono la prima cintura urbana della città presenta, nel ventennio 1981-2001, un forte incremento della popolazione residente rispetto alla media regionale e provinciale. I comuni con il maggiore incremento sono localizzati in prossimità dell'area urbana (270.000 abitanti circa su 460 km²), in particolare a Campo Calabro e Villa San Giovanni. Invece i comuni che hanno subito il maggiore spopolamento sono collocati principalmente nelle aree più interne collinari e pedemontane, in particolare a Laganadi, Calanna, Cardeto, San Roberto, Fiumara. In perfetta corrispondenza evolve l'andamento del patrimonio edilizio, in termini di stanze. Si registra un forte incremento in particolare nei comuni localizzati in prossimità dell'area urbana (ancora Campo Calabro e Villa San Giovanni). I comuni a maggiore decremento sono quelli delle aree più interne collinari e pedemontane, e in particolare Laganadi, Calanna, Cardeto, San Roberto, Fiumara.

## Andamento demografico dell'agglomerato urbano dello stretto
L'area dello stretto, cuore della futura città metropolitana di Reggio, è una conurbazione dovuta alla continuità urbana ed alla forte interazione sociale ed economica di alcuni comuni della Provincia di Reggio Calabria, disposti a ridosso della città o lungo la sponda orientale dello Stretto di Messina. I comuni che formano quest'area sono uniti anche da accordi di collaborazione per espletare alcuni servizi di interesse sovracomunale.
Nel sottostante diagramma viene riportato l'andamento demografico dal 1951 al 2009 dei 15 comuni che formano l'agglomerato urbano dello stretto:
Abitanti censiti
Dal censimento della popolazione dal 1951 ad oggi si evince la migrazione delle persone dai luoghi interni verso le aree di costa o verso i maggiori centri dell'agglomerato, concentrandosi soprattutto attorno al polo gravitazionale di Reggio-Villa San Giovanni-Campo Calabro. Questa scelta è dovuta principalmente alle funzioni extraurbane di influenza (centri di alta formazione, cultura, agenzie di media, promozione e distribuzione commerciale, snodi intermodali) dei poli attrattori. Un altro motivo di migrazione verso centri maggiormente attrezzati e con una migliore condizione di accessibilità risulta essere la necessità di ovviare alla permanente assenza di infrastrutture viarie adeguate.

## L'area metropolitana secondo studi di settore

### L'area metropolitana di Reggio secondo i flussi pendolari
Secondo uno studio dell'Institut d'Estudis Regionals i metropolitans di Barcellona, che ha utilizzato e messo a confronto i risultati ottenuti da due diverse metodologie basate sui flussi pendolari (Funcional Urban Regions-FUR e Dynamic Metropolitan Areas-DMA), l'area metropolitana reggina secondo la prima delimitazione (FUR) è formata da 21 comuni (Bagaladi, Bagnara Calabra, Bova marina, Calanna, Campo Calabro, Cardeto, Condofuri, Fiumara, Laganadi, Melito P.S., Montebello Ionico, Motta S.G., Reggio Calabria, Roccaforte del Greco, Rogudi, S. Lorenzo, S. Roberto, Sant'Alessio in A., S. Stefano in A., Scilla, Villa S. Giovanni) e conta 267.527 abitanti; mentre secondo l'altra metodologia (DMA) è formata sempre da 21 comuni (si sostituisce Bagnara C. con Palizzi rispetto alla precedente delimitazione) e conta 259.254 abitanti.
Di seguito viene riportata la composizione della Funcional Urban Region (FUR) individuata dalla ricerca:
| Provincia                    | Comune                      | Superficie (in km²) | Popolazione |
| ---------------------------- | --------------------------- | ------------------- | ----------- |
| Calabria                     |                             |                     |             |
| Provincia di Reggio Calabria | Bagnara Calabra             | 24,68               | 10.660      |
| Provincia di Reggio Calabria | Bagaladi                    | 30                  | 1.132       |
| Provincia di Reggio Calabria | Bova Marina                 | 29                  | 3.873       |
| Provincia di Reggio Calabria | Calanna                     | 10                  | 1.006       |
| Provincia di Reggio Calabria | Campo Calabro               | 7,46                | 4.407       |
| Provincia di Reggio Calabria | Cardeto                     | 36                  | 1.877       |
| Provincia di Reggio Calabria | Condofuri                   | 58                  | 4.977       |
| Provincia di Reggio Calabria | Fiumara di Muro             | 6                   | 1.068       |
| Provincia di Reggio Calabria | Laganadi                    | 8                   | 422         |
| Provincia di Reggio Calabria | Melito di Porto Salvo       | 35                  | 11.594      |
| Provincia di Reggio Calabria | Montebello Ionico           | 55                  | 6.463       |
| Provincia di Reggio Calabria | Motta San Giovanni          | 45                  | 6.317       |
| Provincia di Reggio Calabria | Reggio Calabria             | 236,02              | 186.547     |
| Provincia di Reggio Calabria | Roccaforte del Greco        | 54                  | 594         |
| Provincia di Reggio Calabria | Roghudi                     | 36                  | 1.203       |
| Provincia di Reggio Calabria | San Lorenzo                 | 64                  | 2.857       |
| Provincia di Reggio Calabria | San Roberto                 | 34                  | 1.912       |
| Provincia di Reggio Calabria | Sant'Alessio in Aspromonte  | 4                   | 357         |
| Provincia di Reggio Calabria | Santo Stefano in Aspromonte | 17                  | 1.330       |
| Provincia di Reggio Calabria | Scilla                      | 43                  | 5.139       |
| Provincia di Reggio Calabria | Villa San Giovanni          | 12,22               | 13.792      |
| TOTALE                       | TOTALE                      | 845,06              | 267.527     |

Ricerca dell'Università di Barcellona

### Area urbana e metropolitana reggina secondo lo studio di cityrailways
Secondo questo studio di settore, basato sui flussi pendolari, l'area metropolitana di Reggio Calabria ha 550.813 abitanti e si compone dei comprensori di Reggio, Gioia Tauro-Palmi-Rosarno e Vibo Valentia
| Area                  | Area urbana | Cluster | Area Metropolitana | Regione Metropolitana | Note                                                  |
| --------------------- | ----------- | ------- | ------------------ | --------------------- | ----------------------------------------------------- |
| Reggio Calabria       | 204.746     | 266.972 | 550.813            | 2.409.813             | RM Arco dello Stretto con Messina, Catania e Siracusa |
| Vibo Valentia         | 49.099      | Lamezia | Reggio Calabria    | Arco dello Stretto    |                                                       |
| Gioia Tauro e Rosarno | 47.803      | 145.243 | Reggio Calabria    | Arco dello Stretto    |                                                       |
| Palmi                 | 34.450      | -       | Reggio Calabria    | Arco dello Stretto    |                                                       |

### Lo studio dell'Anci-Cittalia e confronto con le altre aree metropolitane italiane
Secondo lo studio dell'Anci-Cittalia l'area metropolitana reggina rientra tra le aree metropolitane "allargate" ovvero tra quelle aree con integrazione inizialmente crescente con la
distanza dalla città per poi diminuire lentamente con essa. Il fenomeno è spiegabile con la presenza di poli secondari significativi cui corrisponde un'integrazione più forte con la città. L'area urbana risulta essere costituita da 21 comuni fortemente integrati con la città (core), che formano il primo anello metropolitano (ring), mentre altri 74 comuni, meno integrati con il sistema urbano principale, formano il secondo anello metropolitano. L'area metropolitana risulta, a differenza delle altre aree metropolitane analizzate, in fase di "urbanizzazione", ovvero la città centrale denota un incremento demografico complessivamente maggiore rispetto ai comuni che formano i due ring metropolitani.
Nella seguente tabella si riporta la popolazione nei comuni del primo e del secondo anello metropolitano e dell'area metropolitana (coincidente con il territorio provinciale):
| Città Metropolitana | Pop.Core  | Pop.1º Ring | Pop.Core+1ºRing | Pop.2º Ring metropolitano | Pop.Area Metropolitana(Provincia) |
| ------------------- | --------- | ----------- | --------------- | ------------------------- | --------------------------------- |
| Bari                | 320.677   | 442.890     | 763.567         | 488.682                   | 1.252.249                         |
| Bologna             | 374.944   | 419.305     | 794.249         | 181.926                   | 976.175                           |
| Cagliari            | 157.297   | 188.276     | 345.573         | 214.247                   | 559.820                           |
| Catania             | 296.469   | 241.410     | 537.879         | 547.098                   | 1.084.977                         |
| Firenze             | 365.659   | 431.867     | 797.526         | 187.137                   | 984.663                           |
| Genova              | 611.171   | 176.182     | 787.353         | 97.282                    | 884.635                           |
| Messina             | 243.381   | 178.807     | 422.188         | 232.413                   | 654.601                           |
| Milano              | 1.295.705 | 1.841.266   | 3.136.971       | 0                         | 3.136.971                         |
| Napoli              | 963.661   | 2.110.714   | 3.074.375       | 0                         | 3.074.375                         |
| Palermo             | 659.433   | 397.914     | 1.057.347       | 187.333                   | 1.244.680                         |
| Reggio Calabria     | 185.621   | 77.224      | 262.845         | 303.662                   | 566.507                           |
| Roma                | 2.724.347 | 887.338     | 3.611.685       | 498.350                   | 4.110.035                         |
| Torino              | 908.825   | 1.074.055   | 1.982.880       | 308.110                   | 2.290.990                         |
| Trieste             | 205.341   | 31.052      | 236.393         | 0                         | 236.393                           |
| Venezia             | 270.098   | 363.468     | 633.566         | 220.221                   | 853.787                           |

## Economia e Turismo

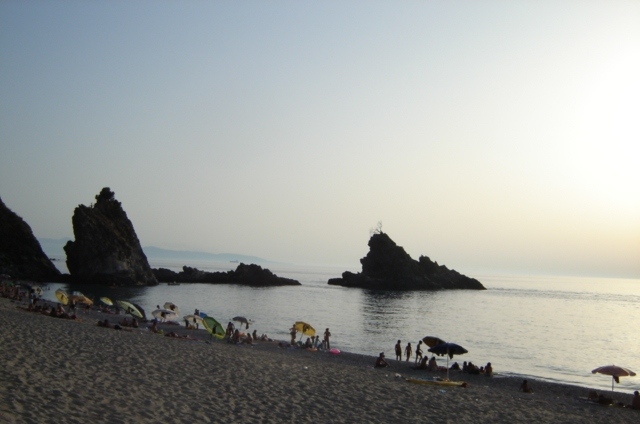
Palmi: spiaggia della Costa Viola, Scoglio dell'Ulivo

Le potenzialità di sviluppo per il territorio metropolitano di Reggio sono legate soprattutto alla posizione strategica al centro del mediterraneo, all'incrocio tra il Corridoio I Palermo – Berlino e il Corridoio Meridiano, ed alla posizione di terminale naturale per i collegamenti con la Sicilia.
La presenza poi di importanti istituzioni per la formazione e la ricerca, (l'Università Mediterranea, il Conservatorio musicale, l'accademia di Belle Arti) e di importanti istituzioni culturali (Museo nazionale della Magna Grecia, Teatro Francesco Cilea, Pinacoteca Civica, sede espositiva di Villa Zerbi) rappresentano un elemento qualificante per tutto il reggino e una risorsa importante per l'intera regione.
Di rilievo anche la presenza di un ricco patrimonio a carattere storico ed archeologico, tra cui il centro storico di Reggio, il sistema delle Fortificazioni di Reggio Calabria, i centri storici minori all'intorno.
Anche la posizione ai piedi dell'Aspromonte offre notevoli possibilità di valorizzare la funzione di accesso al Parco nazionale.
Apprezzabile è infine la dotazione di aree per insediamenti produttivi nei comuni di Campo Calabro, Reggio Calabria (in particolare del Polo industriale meccanico delle O.ME.CA.) con l'area dimessa di Saline Joniche di cui attualmente è prevista la riconversione in polo energetico. Il comprensorio della Piana di Gioia Tauro è un territorio che vede nella presenza del Porto di Gioia Tauro un significativo nodo di scala interregionale e internazionale con un entroterra ricco di potenzialità ad oggi non completamente espresse. Inoltre a Rizziconi sta per essere conclusa la costruzione di una centrale per la produzione di energia elettrica, che ha portato alla creazione di una nuova società denominata "Rizziconi Energia SpA" che darà un apporto di 800 MW (mega-watt) di energia elettrica e contribuirà alla creazione di ulteriori posti di lavoro. Altra fondamentale risorsa sono le produzioni agricole tradizionali come gli agrumi e soprattutto l'ulivo. Il comprensorio del melitese presenta risorse ambientali di elevato pregio e si rileva anche la presenza di un potenziale architettonico e culturale particolarmente rilevante costituito da antichi centri abitati con ruderi di castelli, abbazie, palazzi nobiliari, chiese monumentali. Uno tra i luoghi più suggestivi dell'area melitese è l'antico borgo di Pentedattilo.

## Trasporti nell'area metropolitana

### Trasporti marittimi e aeroportuali

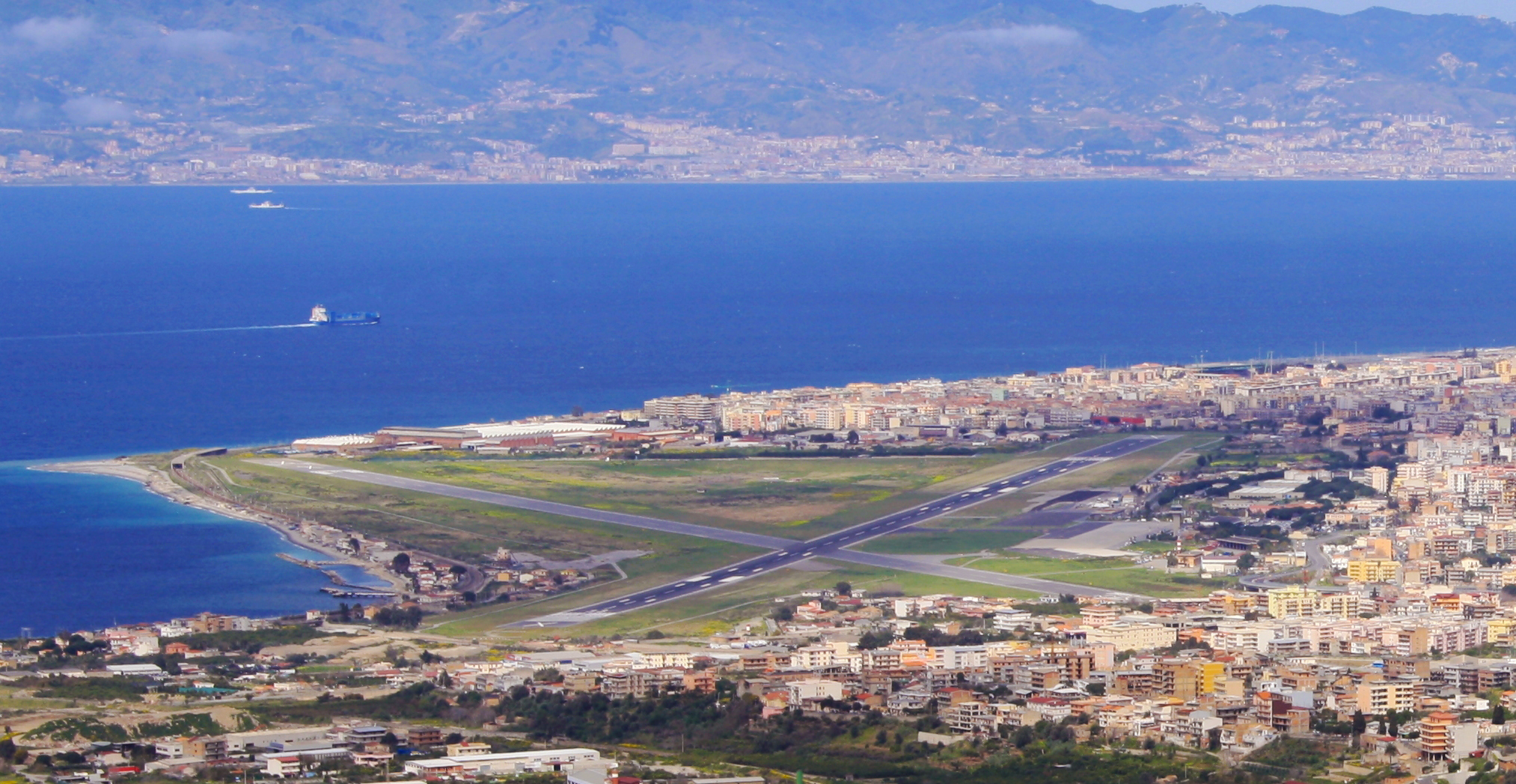
pista dell'aeroporto di Reggio

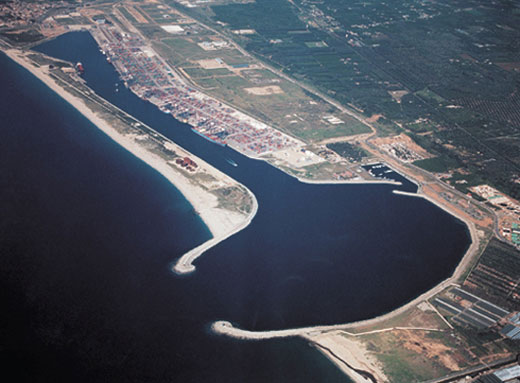
porto di Gioia Tauro

Lo Stretto è un importante centro dei commerci marittimi del Mediterraneo, che ha accresciuto la propria importanza da quando è attivo il grande porto di Gioia Tauro. Tra Villa, Reggio e Messina, ogni anno, transitano circa 20 milioni di viaggiatori, 5 milioni di autovetture e 2,5 milioni di autocarri. Inoltre sono 12.000 i pendolari che, quotidianamente, si spostano tra Reggio e Messina e se si considera anche Villa San Giovani, si superano i 15.000 viaggiatori che ogni giorno attraversano lo Stretto.
I Porti dell'area metropolitana reggina sono: 
- Il porto commerciale principale è il porto di Gioia Tauro, tra i primi in Italia e nel mediterraneo per intensità di traffici,
- il Porto di Reggio Calabria, scalo commerciale e per passeggeri, è collegato con Malta, Messina, Taormina, e le isole Eolie, è con il porto di Messina e di Villa San Giovanni uno dei tre nodi della cosiddetta "Metropolitana del Mare"[17],
- il Porto di Villa San Giovanni, principale scalo passeggeri e auto-ferroviario per la Sicilia
- il Porto di Palmi, scalo turistico e peschereccio della Costa Viola, sorge sul litorale del Lido di Palmi in località Tonnara.
- il Porto di Saline Joniche, struttura industriale.
- L'aeroporto di riferimento dell'intero territorio è quello di Reggio Calabria, che serve le province di Reggio, Messina e Vibo Valentia.

### Trasporto metropolitano su ferro e gomma
È attiva una linea ferroviaria suburbana, denominata "Tamburello" che si sviluppa all'interno dell'area metropolitana, lungo la fascia costiera tra Rosarno e Melito di Porto Salvo. Il servizio ferroviario è gestito da Trenitalia. I pendolari, provenienti dai centri dell'hinterland, che si servono del servizio ferroviario metropolitano possono utilizzare un unico biglietto anche per spostarsi con i mezzi dell'ATAM(azienda trasporto per l'area metropolitana) nell'ambito del territorio comunale di Reggio. Tutto ciò nell'intento di alleggerire l'intenso traffico veicolare proveniente dai comuni della cintura urbana che intasano quotidianamente i principali ingressi alla città. Inoltre sono presenti molte linee su gomma che collegano tutti i paesi dell'hinterland con il capoluogo.

### Trasporto stradale e autostradale
L'arteria stradale principale è costituita dall'asse tra l'autostrada A2 (Salerno-Reggio Calabria) e il raccordo autostradale 4.
Esistono poi altre vie di comunicazione o direttrici principali: 
- la Strada statale 106 Jonica (Reggio - Taranto).
- la Strada statale 18 Tirrena Inferiore (Reggio - Napoli).
- la Strada di Grande Comunicazione SS 682 Jonio-Tirreno (Rosarno - Gioiosa Jonica).